# Chiesa unita del Canada
La Chiesa unita del Canada (in inglese United Church of Canada, UCC e in francese Église unie du Canada) è la più grande denominazione cristiana protestante del Canada, nonché la seconda religione canadese per numero di membri dopo la Chiesa cattolica.
Di tradizione riformata e con un governo presbiteriano, è stata fondata nel 1925 dalla fusione di quattro chiese: la Chiesa Metodista del Canada, l'Unione Congregazionale dell'Ontario e del Quebec, due terzi delle congregazioni della Chiesa Presbiteriana del Canada e l'Associazione delle Chiese dell'Unione Locale, un movimento proveniente prevalentemente dalle province canadesi delle praterie. La sede centrale è nella città di Toronto, e una delle sue chiese principali è la Metropolitan United Church. A livello internazionale, la chiesa appartiene alla Comunione mondiale delle Chiese riformate. Nel giugno 2015, l'UCC ha confermato la sua piena comunione con la United Church of Christ negli Stati Uniti.
Questo ramo cristiano è in piena comunione con tutte le chiese appartenenti alle Chiese protestanti unite e unificate.

## Origini
Nel 1925 in Canada la Chiesa metodista, la Chiesa congregazionalista e due terzi della Chiesa presbiteriana, si unirono creando la Chiesa unita del Canada con un atto del Parlamento. Dal 1925 in poi altri gruppi protestanti minori, anche singole comunità, entrarono in comunione con la Chiesa unita del Canada.

## Credenze e pratiche

### La Bibbia
La Chiesa Unita crede che la Bibbia sia il libro sacro fondamentale per la fede cristiana e che sia stata scritta da persone ispirate da Dio. La Chiesa crede anche che le circostanze in cui i libri della Bibbia sono stati scritti corrispondano a un'epoca e a un luogo particolari, e che quindi alcune cose non siano conciliabili con la nostra vita di oggi, come la schiavitù, e che quindi sia necessaria un'interpretazione e una contestualizzazione degli eventi. La Chiesa Unita del Canada utilizza il metodo storico-critico per interpretare la Bibbia.

### I sacramenti
La Chiesa riconosce solo due sacramenti: il battesimo e la comunione.

### Il matrimonio
Ritenendo che il matrimonio sia una celebrazione dell'amore di Dio, la Chiesa riconosce e celebra tutti i matrimoni legalmente riconosciuti dallo Stato, comprese le coppie dello stesso sesso, le persone divorziate in precedenza e le coppie di fede diversa. La politica matrimoniale vera e propria è lasciata al consiglio di chiesa di ogni ministero pastorale.
In quanto chiesa inclusiva, dall'anno 2013 è consentita la benedizione delle unioni tra persone dello stesso sesso attraverso il matrimonio egualitario, ma ogni congregazione deve prendere individualmente, sotto la propria autorizzazione e responsabilità, la decisione di celebrare matrimoni a livello locale.